# Heudicourt, Eure
 Heudicourt  là một xã thuộc tỉnh Eure trong vùng Normandie miền bắc nước Pháp.